# Charlieu
Charlieu ist eine französische Gemeinde mit 3.703 Einwohnern (Stand 1. Januar 2022) im Département Loire in der Region Auvergne-Rhône-Alpes.

## Lage
Charlieu liegt in einer Höhe von etwa 275 Metern ü. d. M. auf dem Nordufer des Flusses Sornin, in den hier der Bezo einmündet. Die Stadt Mâcon befindet sich etwa 75 Kilometer (Fahrtstrecke) nordöstlich; Roanne liegt etwa 20 Kilometer südwestlich. Der sehenswerte Ort Saint-Julien-de-Jonzy liegt etwa elf Kilometer nördlich.

## Bevölkerungsentwicklung
| Jahr                       | 1962 | 1968 | 1975 | 1982 | 1990 | 1999 | 2006 | 2017 |
| Einwohner                  | 4911 | 4923 | 4789 | 4322 | 3717 | 3582 | 3649 | 3667 |
| Quellen: Cassini und INSEE |      |      |      |      |      |      |      |      |

Vom Jahr 1793 bis zum Ende des 19. Jahrhunderts stieg die Zahl der Einwohner von 2600 auf über 5400 an. Danach sank die Zahl der Einwohner infolge der Reblauskrise und der Mechanisierung der Landwirtschaft kontinuierlich auf den heutigen Wert ab.

## Wirtschaft
Die Umgebung von Charlieu war stets landwirtschaftlich geprägt. Der Ort selbst war ein regionales Handwerks-, Handels- und Dienstleistungszentrum. Zudem lag Charlieu an der Via Lemovicensis, einem der vier Jakobswege in Frankreich, und war somit eine Station für Pilger, wovon Ort und Abtei wirtschaftlich profitierten. Im 15. Jahrhundert wurde die Stadt in den Streit um die französische Krone verwickelt. Nach der Verlegung der Handelsstraßen verlor sie an wirtschaftlicher Bedeutung. Für die Stadt begann ein wirtschaftlicher Niedergang, der erst durch den erneuten Aufschwung überwunden wurde, der im Jahre 1827 infolge der Seidenweberei einsetzte.

## Geschichte
Französische Historiker gehen davon aus, dass ein 827 "carus locus" genannter Ort mit Charlieu gleichzusetzen ist, ohne dafür eine Quelle nennen zu können. Das Gründungsjahr der Benediktinerabtei St-Fortunat (Abbaye de Saint Fortunat an der Kreuzung zweier wichtiger Straßen) kann nicht genau festgelegt werden, es wird meist mit 872 angegeben (Geneawiki, Roannais Tourisme, charlieu.fr). Sicher ist, dass Bischof Ratbert von Valence (859–880) der Gründer ist, der als solcher z. B. die Synode von Ponthion besuchte (Regesta Imperii I,3,4, 2672). 878 verleiht Papst Johannes VIII. dem Kloster Charlieu ein Privileg und bestätigt den Umfang des Klosterbezirks (Regesta Imperii I,4,3, 400). Sein Verbleib beim „Mutterkloster“ Cluny wird  932 bekräftigt (Reg.Imp. II,5, 110). 994 soll Charlieu bereits als Marktort genannt sein. Wegen seiner strategisch wichtigen Position an der Grenze zum Herzogtum Burgund kam Charlieu unter den Schutz der französischen Krone. Philipp II. ließ die Stadt im Jahre 1180 befestigen. Begünstigt durch den Handel und Handwerk blühte die Stadt auf, so dass im 13. Jahrhundert mit dem Bau der Kirche Saint-Philibert begonnen werden konnte. Seit 1968 besteht eine Gemeindepartnerschaft mit Eningen unter Achalm auf der Schwäbischen Alb.

## Sehenswürdigkeiten

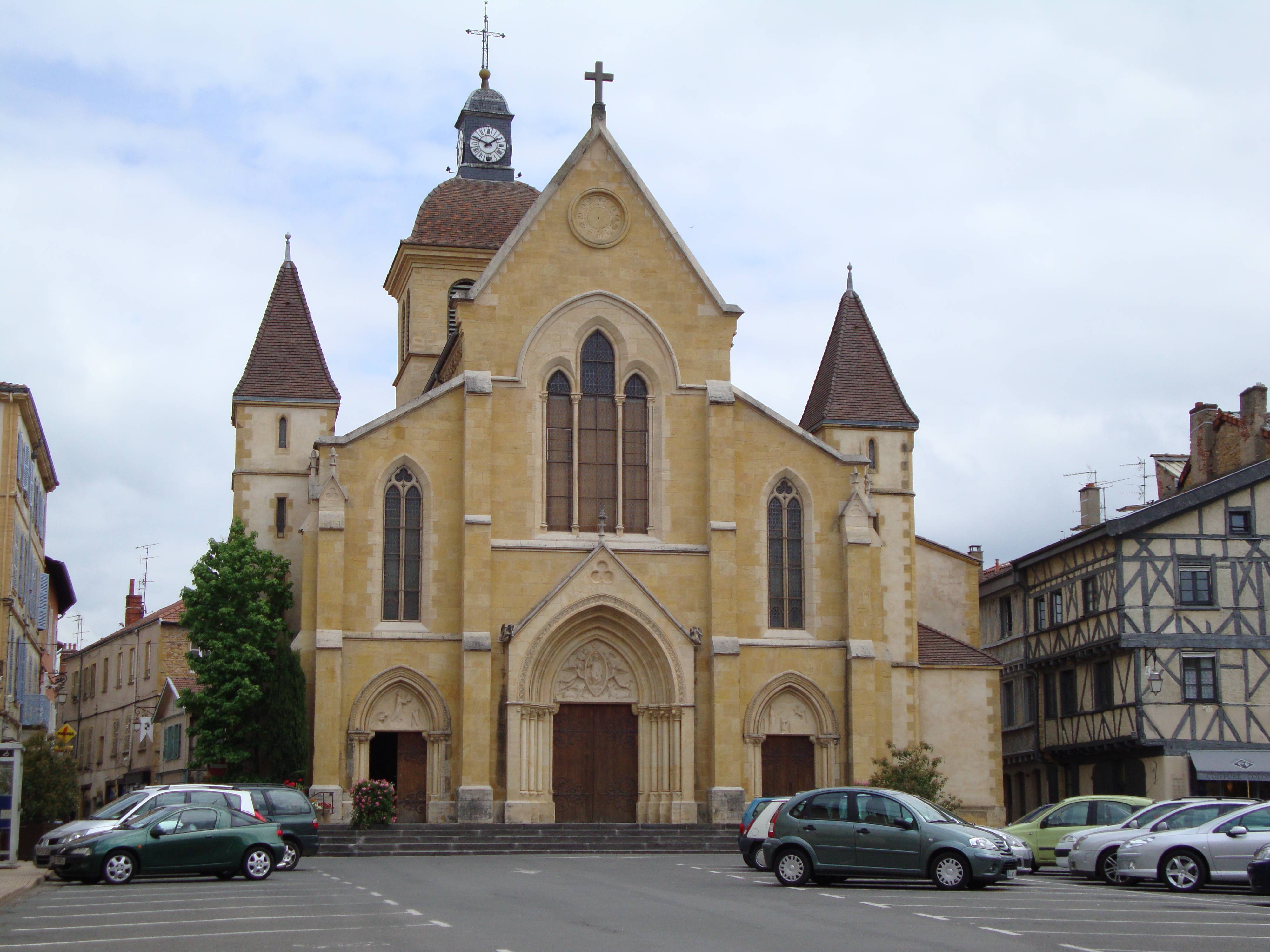
Kirche Saint-Philibert

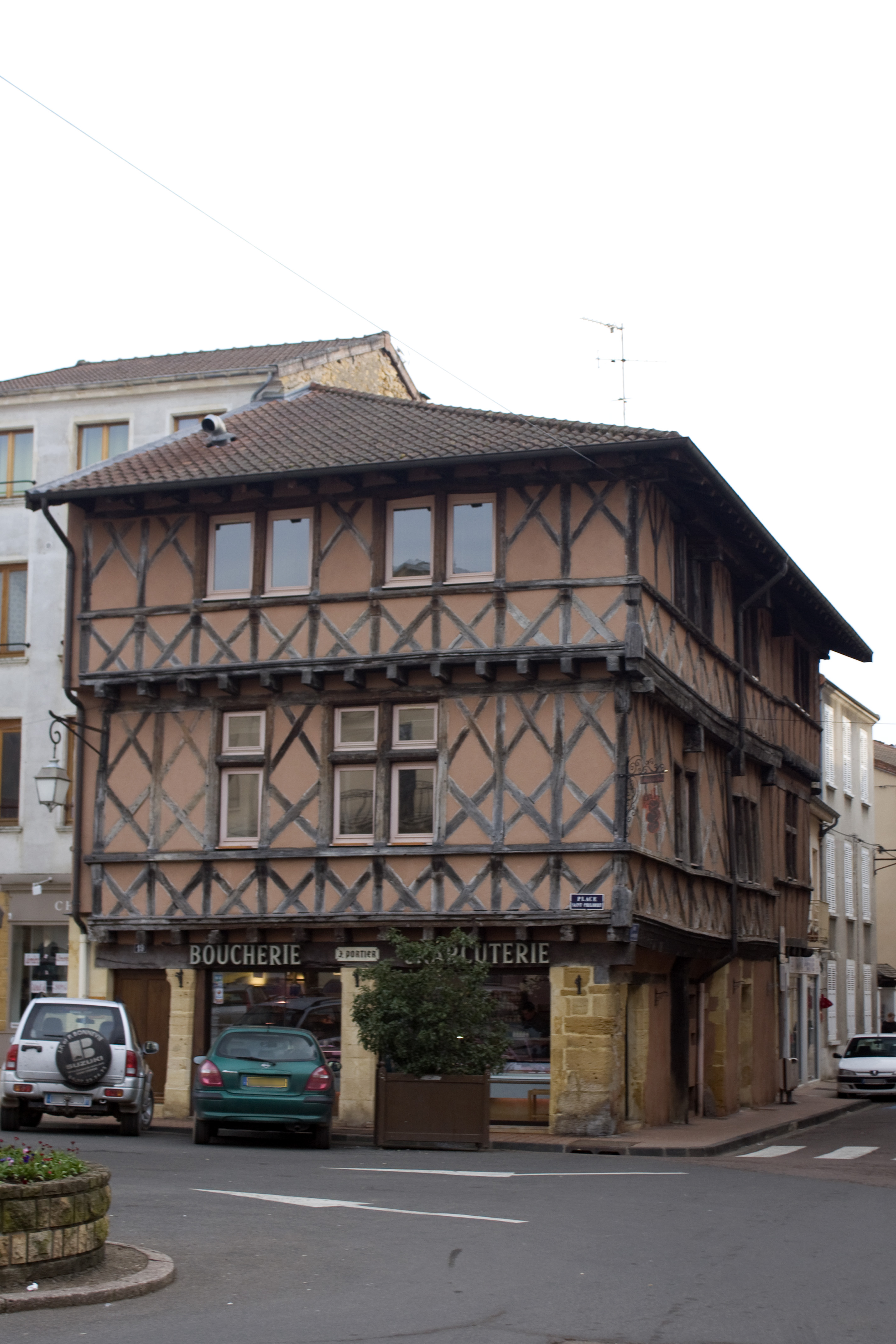
Fachwerkhaus

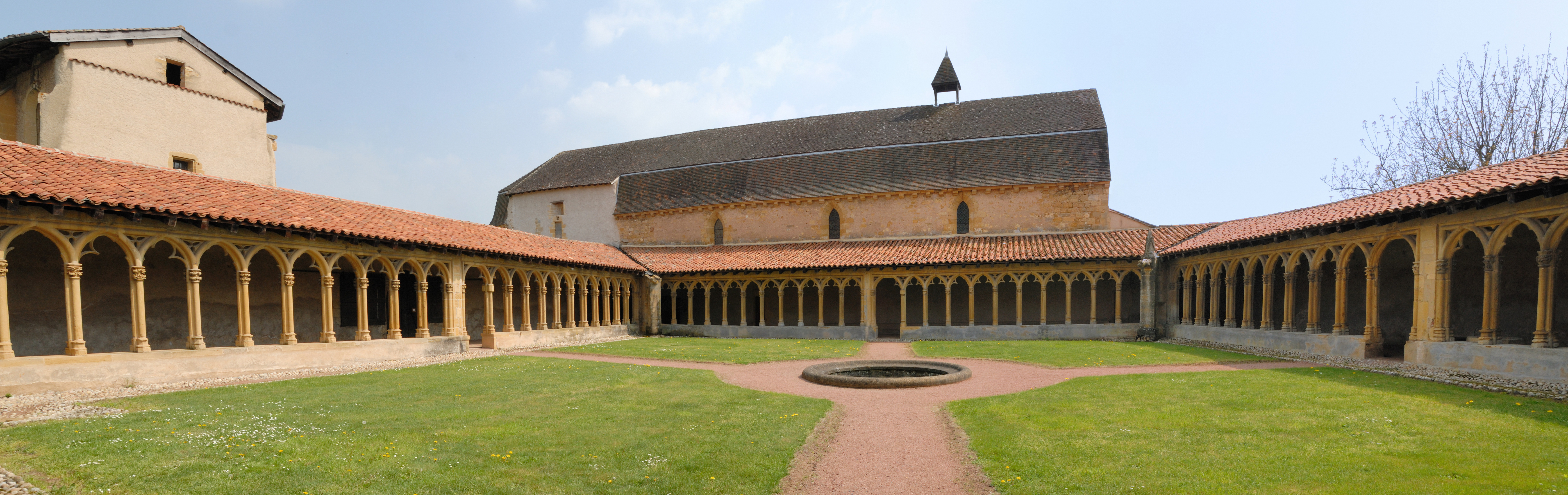
Franziskanerkloster

### Abtei Saint-Fortunat
Die ehemalige Abtei ist seit 1846 als Monument historique anerkannt.

### Kirche Saint-Philibert
Die Kirche ist seit 1930 als Monument historique anerkannt.

### Sonstige
- Das alte Hospital (Hôtel-Dieu) der Stadt wurde im 18. und 19. Jahrhundert erbaut. Es wurde im Jahr 1985 unter Schutz gestellt.[4]
- Der alte Salzspeicher aus dem 16. Jahrhundert ist seit 1889 geschützt.[5]
- Mehrere historische Wohnhäuser aus Stein sind bereits seit dem ausgehenden 19. Jahrhundert als Monuments historiques eingestuft.[6][7][8][9][10][11]
- Eins der schönsten Gebäude ist ein dreigeschossiges Fachwerkeckhaus (maison à colombage) aus dem 17. Jahrhundert, dessen Erdgeschoss auf zwei Seiten von hölzernen Stützen umgeben ist. Es wurde im Jahr 1928 unter Denkmalschutz gestellt.[12]
- Die mehrbogige steinerne Segmentbogenbrücke über den Fluss Sornin stammt aus dem 15. Jahrhundert; sie wurde jedoch später mehrfach überarbeitet. Sie ist seit 1938 als Monument historique anerkannt.[13]
- Um die Mitte des 13. Jahrhunderts hatte Papst Alexander IV. dem Franziskanerorden gestattet, in Charlieu ein Kloster zu errichten. Etwa einen Kilometer westlich der Stadt und zum Teil auf dem Gebiet der heutigen Gemeinde Saint-Nizier-sous-Charlieu begann man um 1280 mit den Bauarbeiten für das im 14. Jahrhundert weitgehend fertiggestellte Kloster, dessen weiträumiger Kreuzgang von schlanken spätgotischen Arkaden umstellt ist. Der schlichte einschiffige Kirchenbau ist von einem offenen hölzernen Dachstuhl gedeckt. Der Klosterkomplex ist seit 1981 als Monument historique anerkannt.[14]
- Etwa drei Kilometer nordöstlich von Charlieu und zum Teil auf dem Gebiet der Gemeinde Saint-Denis-de-Cabanne gelegen, befindet sich das Château de Gatellier, das seit 1990 als Monument historique anerkannt ist.[15]

## Persönlichkeiten
- Henri Bouillard (1908–1981), Jesuit und Hochschullehrer
- Joëlle Bergeron (* 1949), französische Politikerin
- Jean-Marc Ferreri (* 1962), Fußballspieler